# Guyencourt
Pour l’article ayant un titre homophone, voir Guyancourt.
Guyencourt est une commune française située dans le département de l'Aisne, en région Hauts-de-France.

## Géographie
- 1Carte dynamique
- 2Carte OpenStreetMap
- 3Carte topographique
- 4Carte avec les communes environnantes

La commune de Guyencourt se situe à une altitude de 110 mètres.
Sa superficie est de 4,3 km2 (densité = 52 hab./km2 en 1999). Il s'agit d'une commune rurale de l'Aisne, non loin de la région Grand Est. Elle est environnée de champs et de bois.
Le village est constitué de maisons tassées, groupées avec la mairie, l'église et son cimetière au centre du village. Un autre cimetière se situe à l'extérieur du village pour compenser l'ancien de l'église qui commençait à saturer. Le vieux village côtoie les nouvelles bâtisses. Peu des fermes de la commune sont encore en activité.

### Localisation
Odonymie
Voici le nom des rues à travers les époques :
| 2016                              | 1832                                    |
| --------------------------------- | --------------------------------------- |
| Rue de Bouffignereux              | Inexistant                              |
| Rue du carrefour                  | Inexistant                              |
| Rue des Comtes                    | Idem                                    |
| Place de l'église Rue de l'église | Place du Petit-Jardin Rue de la Couture |
| Rue des Maréchaux                 | Rue du Maréchal                         |
| Rue Neuve                         | Idem                                    |
| Rue Ovide-Boulanger               | Grande Rue                              |
| Rue de la Terrière                | Idem                                    |
| Rue Trouvelot                     | Rue de la Dette                         |
| Rue des Saints-Denis              | Idem                                    |
| Rue de Ventelay                   | Inexistant                              |

### Hydrographie

#### Réseau hydrographique
La commune est située dans le bassin Seine-Normandie. Elle est drainée par le Bouffignereux, le cours d'eau 01 des Survins et le cours d'eau 01 du Bois du Belhaut,,.

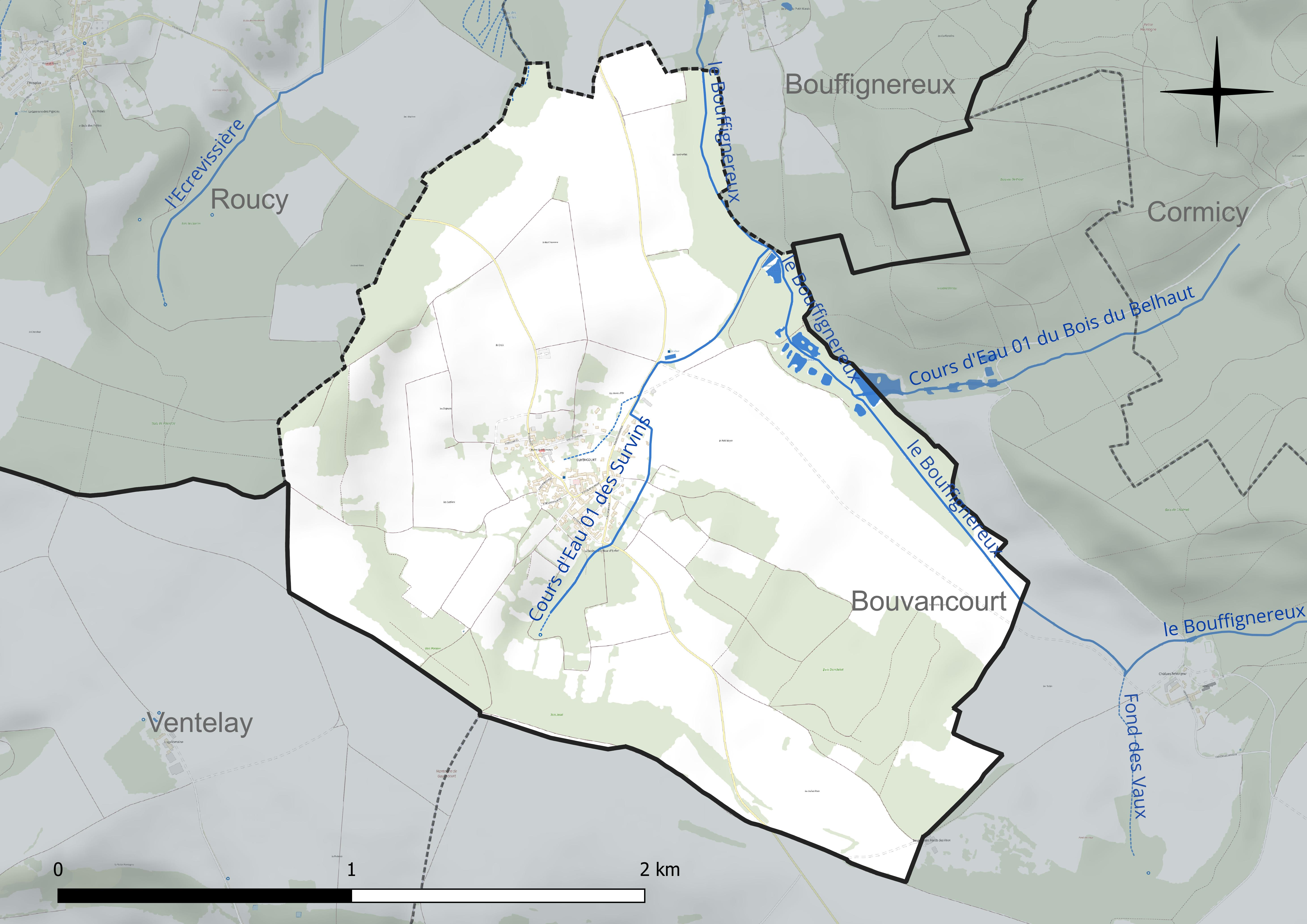
Réseau hydrographique de Guyencourt.

#### Gestion et qualité des eaux
Le territoire communal est couvert par le schéma d'aménagement et de gestion des eaux (SAGE) « Aisne Vesle Suippe ». Ce document de planification, dont le territoire s'étend sur 3 096 km2 répartis sur trois départements (Aisne, Marne et Ardennes) et deux régions (Champagne-Ardenne et Picardie), a été approuvé le 16 décembre 2013. La structure porteuse de l'élaboration et de la mise en œuvre est le Syndicat d'aménagement des bassins Aisne Vesle Suippe (SIABAVES).
La qualité des cours d'eau peut être consultée sur un site spécial géré par les agences de l'eau et l'Agence française pour la biodiversité.

### Climat
Pour des articles plus généraux, voir Climat des Hauts-de-France et Climat de l'Aisne.
En 2010, le climat de la commune est de type climat océanique dégradé des plaines du Centre et du Nord, selon une étude du CNRS s'appuyant sur une série de données couvrant la période 1971-2000. En 2020, Météo-France publie une typologie des climats de la France métropolitaine dans laquelle la commune est exposée à un climat océanique altéré et est dans la région climatique Nord-est du bassin Parisien, caractérisée par un ensoleillement médiocre, une pluviométrie moyenne régulièrement répartie au cours de l'année et un hiver froid (3 °C).
Pour la période 1971-2000, la température annuelle moyenne est de 10,3 °C, avec une amplitude thermique annuelle de 15,9 °C. Le cumul annuel moyen de précipitations est de 752 mm, avec 12,6 jours de précipitations en janvier et 8,1 jours en juillet. Pour la période 1991-2020, la température moyenne annuelle observée sur la station météorologique la plus proche, située sur la commune de Martigny-Courpierre à 19 km à vol d'oiseau, est de 10,7 °C et le cumul annuel moyen de précipitations est de 734,4 mm,. Pour l'avenir, les paramètres climatiques de la commune estimés pour 2050 selon différents scénarios d'émission de gaz à effet de serre sont consultables sur un site spécial publié par Météo-France en novembre 2022.

## Urbanisme

### Typologie
Au 1er janvier 2024, Guyencourt est catégorisée commune rurale à habitat dispersé, selon la nouvelle grille communale de densité à 7 niveaux définie par l'Insee en 2022.
Elle est située hors unité urbaine. Par ailleurs la commune fait partie de l'aire d'attraction de Reims, dont elle est une commune de la couronne,. Cette aire, qui regroupe 294 communes, est catégorisée dans les aires de 200 000 à moins de 700 000 habitants,.

### Occupation des sols
L'occupation des sols de la commune, telle qu'elle ressort de la base de données européenne d'occupation biophysique des sols Corine Land Cover (CLC), est marquée par l'importance des territoires agricoles (67,6 % en 2018), une proportion identique à celle de 1990 (67,6 %). La répartition détaillée en 2018 est la suivante : 
terres arables (60,7 %), forêts (32,4 %), zones agricoles hétérogènes (7 %).
L'évolution de l'occupation des sols de la commune et de ses infrastructures peut être observée sur les différentes représentations cartographiques du territoire : la carte de Cassini (XVIIIe siècle), la carte d'état-major (1820-1866) et les cartes ou photos aériennes de l'IGN pour la période actuelle (1950 à aujourd'hui).

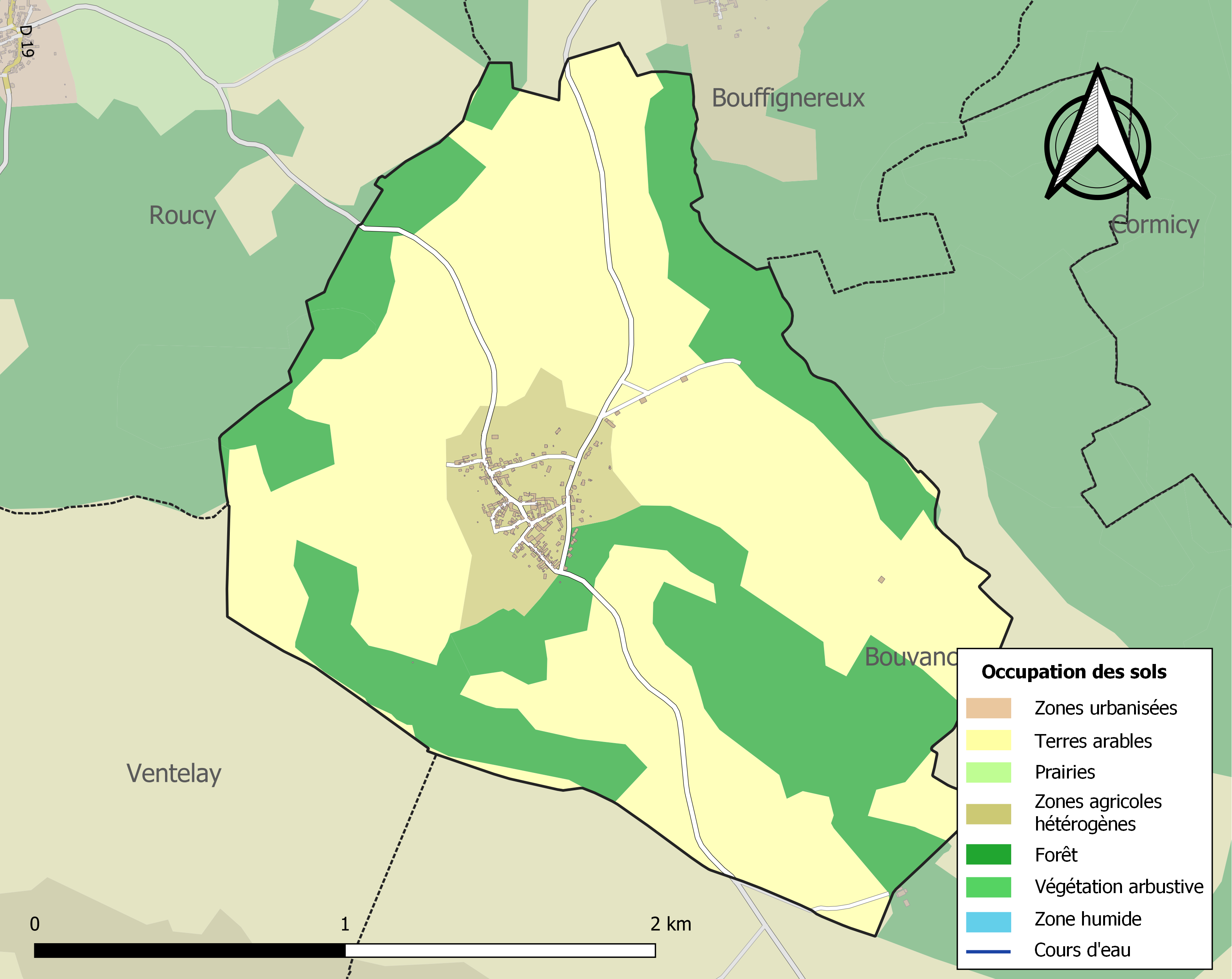
Carte de l'occupation des sols de la commune en 2018 (CLC).

## Toponymie
Le nom de la localité est attesté sous les formes Guiencourt (1269) ; Guyancourt, paroisse de Saint-Cyr et de Sainte-Julitte-de-Guiencourt (1683).

## Histoire
Une nécropole mérovingienne a été trouvée à Moitié-Aval, vingt-cinq sépultures avec scramasaxes, vases...
Autrefois la commune possédait une école derrière la mairie. Aujourd'hui il n'en reste que la cour de récréation appartenant à la mairie et située à l'entrée de celle-ci. À la même époque il y avait dans la commune une petite épicerie qui faisait aussi buvette.
Le 2 mai 1844 à 8 h du matin, un feu s'est déclaré dans la commune alors que la majorité des habitants étaient au marché de Roucy ou à la foire de Corbeny. L'ampleur de ce feu fut très importante. Les pompiers de Roucy, Cormicy, Ventelay, Hermonville, Pontavert, Berry-au-Bac et Juvincourt  aidés des habitants présents combattirent l'incendie de longues heures.  Dix-sept maisons et trente bâtiments furent brûlés. Quinze familles se retrouvèrent sans abri. L'incident viendrait de braises qui auraient  été mal éteintes. Après expertise, les dégâts furent estimés à 25 875 francs. Seule une maison était assurée. L'Aisne ne disposant pas d'un bureau central pour les incendies, les habitants ne reçurent pas d'aides publiques. Le maire et le curé de Cormicy touchés par la détresse des Guyencourtois procédèrent à une récolte de fonds. Deux-cent quarante-cinq francs furent récoltés auprès des habitants de Cormicy.
Le 9 mai 1845 à 17 h, un bâtiment couvert de chaume derrière la maison de monsieur Legros prit feu. À 19 h, le feu fut éteint, laissant trois maisons consumées.  Moins d'une semaine plus tard, le 14 mai 1845 à 19 h, la maison couverte de chaume de monsieur Moreau, résidant rue d'Enfer, prit feu. Les pompiers de Roucy vinrent éteindre le feu. Deux maisons et une grange furent consumées. La thèse d'un acte malveillant fut privilégiée. À la suite de ces événements, la décision fut prise d'interdire toute nouvelle construction en toit de chaume dans le village.

## Politique et administration

### Découpage territorial
La commune de Guyencourt est membre de la communauté de communes de la Champagne Picarde, un établissement public de coopération intercommunale (EPCI) à fiscalité propre créé le 22 décembre 1995 dont le siège est à Saint-Erme-Outre-et-Ramecourt. Ce dernier est par ailleurs membre d'autres groupements intercommunaux.
Sur le plan administratif, elle est rattachée à l'arrondissement de Laon, au département de l'Aisne et à la région Hauts-de-France. Sur le plan électoral, elle dépend du canton de Villeneuve-sur-Aisne pour l'élection des conseillers départementaux, depuis le redécoupage cantonal de 2014 entré en vigueur en 2015, et de la première circonscription de l'Aisne  pour les élections législatives, depuis le dernier découpage électoral de 2010.

### Administration municipale
| Période                                  | Période                       | Identité            | Étiquette | Qualité                        |
| ---------------------------------------- | ----------------------------- | ------------------- | --------- | ------------------------------ |
| Les données manquantes sont à compléter. |                               |                     |           |                                |
| avant 1988                               | ?                             | Roger Charpentier   |           |                                |
| mars 2001                                | 2014                          | Alain Tatte         |           |                                |
| 2014                                     | 8 septembre 2016,             | Béatrice Pourreau   | DVD       |                                |
| 8 septembre 2016,                        | novembre 2016                 | Délégation spéciale |           |                                |
| novembre 2016                            | En cours (au 12 juillet 2020) | Didier Lachambre    |           | Réélu pour le mandat 2020-2026 |

La commune de Guyencourt appartient au canton de Villeneuve-sur-Aisne et à l'arrondissement de Laon.

## Démographie
L'évolution du nombre d'habitants est connue à travers les recensements de la population effectués dans la commune depuis 1793. Pour les communes de moins de 10 000 habitants, une enquête de recensement portant sur toute la population est réalisée tous les cinq ans, les populations de référence des années intermédiaires étant quant à elles estimées par interpolation ou extrapolation. Pour la commune, le premier recensement exhaustif entrant dans le cadre du nouveau dispositif a été réalisé en 2006.

En 2022, la commune comptait 246 habitants, en évolution de −1,99 % par rapport à 2016 (Aisne : −1,97 %, France hors Mayotte : +2,11 %).
| 1793 | 1800 | 1806 | 1821 | 1831 | 1836 | 1841 | 1846 | 1851 |
| ---- | ---- | ---- | ---- | ---- | ---- | ---- | ---- | ---- |
| 348  | 380  | 371  | 351  | 499  | 507  | 484  | 459  | 455  |

| 1856 | 1861 | 1866 | 1872 | 1876 | 1881 | 1886 | 1891 | 1896 |
| ---- | ---- | ---- | ---- | ---- | ---- | ---- | ---- | ---- |
| 460  | 440  | 406  | 366  | 350  | 330  | 300  | 300  | 258  |

| 1901 | 1906 | 1911 | 1921 | 1926 | 1931 | 1936 | 1946 | 1954 |
| ---- | ---- | ---- | ---- | ---- | ---- | ---- | ---- | ---- |
| 233  | 229  | 215  | 172  | 192  | 191  | 171  | 154  | 150  |

| 1962 | 1968 | 1975 | 1982 | 1990 | 1999 | 2006 | 2011 | 2016 |
| ---- | ---- | ---- | ---- | ---- | ---- | ---- | ---- | ---- |
| 141  | 113  | 114  | 135  | 191  | 224  | 232  | 221  | 251  |

| 2021 | 2022 | - | - | - | - | - | - | - |
| ---- | ---- | - | - | - | - | - | - | - |
| 250  | 246  | - | - | - | - | - | - | - |

## Lieux et monuments
Intéressant lavoir bien restauré situé à côté de la place de l'Église. La commune possède depuis quelques années un nouveau cimetière en bordure du village.
L'église Saint-Cyr-et-Sainte-Julitte.
Une inscription du XVIe siècle a été apposée à l'extérieur de l'église. Il s'agit d'une épitaphe qui dit : « MESSIRE JEHAN LEFEVRE PRETRE NATIF DE GUIENCOURT ESTANT AU RETOUR DE SAINT JACQUES ACCOMPAGNE DE SON PERE GUILLAUME LEFEBVRE ET GERARD SON FRERE EUX ENSEMBLE ETANT DU PAYS DU BEARN A LA PAROSSE DE LA MADELINNE DEUX LIEUX PRES DE SAINT JEAN DE PIED DE PORCQUE MESSIRE JEHAN LEFEBVRE RENDIT SON AME LE 17eme JOUR DE Novembre 1556 ETANT AU VOYAGE DE TOURRAINE A LA PAROISSE DECEME DEUX LIEU PRES DU PORC PILE RENDIT AUSSI SON AME A DIEU LE 19eme JOUR DE DECEMBRE AN ET JOUR QUE DESSUS CELUI QUI FAIT FAIRE CE PRESENT EPITAPHE GUILLAUME LEFBVRE DEMEURANT A GUIENCOURT PELERIN DE SAINT JACQUES DEPUIS SON RETOUR EN COMMEMORATION DE LUI ET DE SES DEUX FILS PRIEZ DIEU POUR LEURS AMES EN L'AN 1517 FUT PLANTE L'ARBRE AU-DESSUS LA MONTAGNE ».
Jusqu'au début du XXe siècle, la statue de la sainte Vierge de l'église était vénérée dans le canton. De nombreux fidèles venaient prier à l'autel de l'Immaculée Conception. Les fidèles déposaient en offrande à la sainte Vierge des fleurs sans cesse renouvelées ainsi que des grappes de raisin lors de la saison.
Lors de la Première Guerre mondiale, la sacristie de l'église fut pillée par des soldats allemands.

## Personnalités liées à la commune
- Léopold Trouvelot, physicien et astronome. Né à Guyencourt (26 décembre 1827 - 22 avril 1895).

Il s'illustrera surtout en important (involontairement) la mite gypsy aux États-Unis.
Après cet incident, Trouvelot semble perdre tout intérêt pour l'entomologie et se tourne vers l'astronomie. En l'occurrence, il trouve un bon moyen d'utiliser ses talents d'artiste en illustrant ses observations.
Joseph Witok, alors directeur du Harvard College Observatory l'inclut dans son équipe en 1872 après avoir remarqué la qualité de ses illustrations. En 1875, Trouvelot se voit confier l'utilisation de la lunette astronomique de 66 centimètres de l'observatoire naval des États-Unis pour une durée d'un an. Tout au long de sa vie, il produira plus de 7 000 illustrations astronomiques. Il est particulièrement attiré par l'étude du Soleil, à la surface duquel il détectera des « taches voilées » en 1875. À part ses illustrations, il publiera également une cinquantaine d'articles scientifiques. En 1882, Trouvelot retourne en France et rejoint l'observatoire de Meudon.
Il dessinera notamment des cratères lunaires et la planète Saturne. Il aura porté le dessin astronomique au sommet de son art.
A notre époque, une rue de Guyencourt porte son nom.